# 郭康安
郭康安，中华人民共和国政治人物、全国脱贫攻坚先进个人。

## 生平
郭康安任湖北省黄石市阳新县委常委（挂职），中国铝业集团有限公司中国长城铝业有限公司总经理办公室副经理。因在脱贫攻坚战中作出突出贡献，2021年2月25日全国脱贫攻坚总结表彰大会上，郭康安被授予“全国脱贫攻坚先进个人”。